# Талер Марії Терезії
Та́лер Марії Тере́зії, левантійський талер — срібна торгова монета типу талер, що постійно використовувалась у світовій торгівлі з того часу, коли її було вперше викарбувано в середині XVIII століття. Монета стала прототипом конвенційного талера і отримала свою назву за зображеним на аверсі профілем Марії Терезії, яка правила Священною Римською імперією, Австрією, Угорщиною та Богемією у 1740—1780 роках.
Найбільш поширена торгова монета світу, з 1751 по 2000 рік було викарбувано близько 389 мільйонів талерів Марії Терезії. Разом з піастром — була найбільш поширеною монетою арабських країн та Ефіопії в XVIII—XIX століттях.

## Опис
Діаметр талера — 39,5 мм, товщина — 2,5 мм, вага — 28,0668 грамів срібла 833 проби або 23,3890 грамів чистого срібла.
У німецькомовних країнах після реформи правопису 1901 року, яку було здійснено через два роки після її оголошення, слово «Thaler» стало писатись «Taler» (хоча написання імені «Theresia» лишилось сталим з причини грецького походження слова). Через це талер згадується у німецьких та австрійських джерелах XX століття як «Maria-Theresien-Taler». Написання цього слова у англомовних країнах лишилось без змін.
На аверсі монети напис латиною: «M. THERESIA D. G. R. IMP. HU. BO. REG.». Напис на реверсі: «ARCHID. AVST. DUX BURG. CO. TYR. 1780 X». Це абревіатура виразу: «Maria Theresia, Dei Gratia Romanorum Imperatrix, Hungariae Bohemiaeque Regina, Archidux Austriae, Dux Burgundiae, Comes Tyrolis. 1780 X», що означає: «Марія Терезія, милістю Бога, імператриця римлян, королева Угорщини й Богемії, ерцгерцогиня Австрії, герцогиня Бургундії, графиня Тироля. 1780». Знак «X» фактично є андріївським хрестом, і з'явився після 1750 року, позначаючи правління Марії Терезії над Австрійськими Нідерландами. На гурті монети вказано девіз її царювання: «Iustitia et Clementia», що означає «Справедливість та милосердя».

## Історія
Вперше монети типу талер з профілем Марії Терезії (правила в 1740—1780 рр) були викарбувані в 1741 році. З 1751 року в Австрії був введений новий стандарт талера, що карбувався зі стопою 10 монет з 1 кельнської марки і згодом отримав, назву «конвенційний талер»

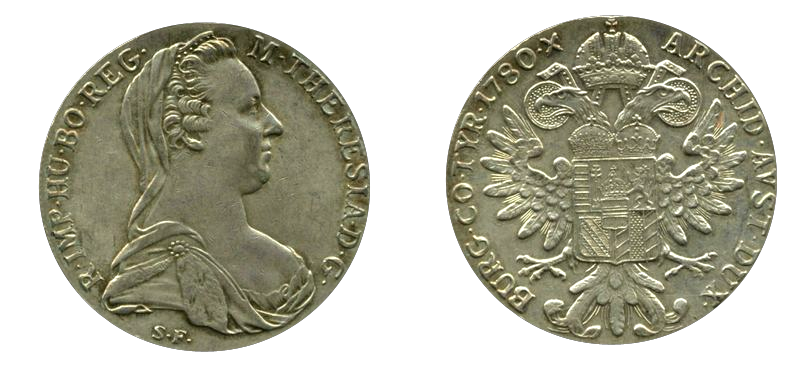
Талер Марії Терезії. Лондонське карбування (Hafner 63)

Після смерті Марії Терезії в 1780 році, наступні монетні випуски завжди датувалась цим роком та окрім габсбурзьких монетних дворів у Гюнцбурзі, Галлі, Карлсбурзі, Кремниці, Мілані, Празі та Відні, карбувалась також монетними дворами Бірмінгема, Бомбея, Брюсселя, Лондона, Парижа, Рима та Утрехта. Зазначені монетні двори помічали викарбувані ними монети — вносили незначні відмінності до андріївського хреста або символу квітки, схожого на «X» у верхній лівій частині реверсу монети. У 1946 році Віденський монетний двір скасував всі права іноземних урядів на випуск копій талерів Марії Терезії. Після цього в Австрії було викарбувано ще понад 49 мільйонів талерів Марії Терезії.
У 1750-х роках талери Марії Терезії потрапили на східний ринок і завдяки своїй стабільності стали повноцінними місцевими платіжними засобами, а також використовувались як жіночі прикраси. На Сході їх можна було якоюсь мірою вважати фінансовою страхівкою. Ці монети у великій кількості поступали не лише в імперські володіння (у тому числі на Галичину та Буковину), а й у Турецьку Порту та на Левант (Схід), звідки вони й отримали своє найменування «левантійські». Сфера обігу монети простягалася від Балканського півострова та Греції (що належали Туреччині) через Африку, Абісинію та Аравію аж до Яви.
Талер Марії Терезії був однією з перших монет, що були у обігу на території США та, цілком ймовірно, сприяв (поряд з іспанським доларом) тому, що основною грошовою одиницею США було обрано долар.

### В Ефіопії
До часів правління імператора Йасу II (1730—1755) відноситься перша згадка про обіг талера Марії Терезії в Ефіопії. За свідченнями мандрівника Джеймса Брюса, монета, що карбувалась за незмінним кліше на відміну від інших валют, переважала у районах, які він відвідав у 1768 році. За оцінкою Йозефа Калмера та Людвіга Хюна у книзі «Abessinien» (Абісинія), понад 20 % з 245 мільйонів монет, викарбуваних до 1931 року, виявилось у Абісинії. Під час британської військової експедиції 1868 року до Магдали, столиці імператора Теодроса II, під командуванням фельдмаршала Роберта Напіра, талерами Марії Терезії сплачувались місцеві видатки експедиції. 1890 року італійці ввели до обігу еритрейський талер (Tallero Eritreo), оформлений в стилі талера Марії Терезії, у своїй новій колонії Еритреї, також сподіваючись нав'язати його використання у торгівлі з Ефіопією. Однак ця спроба зазнала невдачі. На початку 1900-их років Менелік II безуспішно намагався карбувати талери Менеліка в Ефіопії, зі своїм портретом, але в стилі талера Марії Терезії, та ввести їх до обігу. Щойно створений Банк Абісинії також випустив банкноти з номіналом у талерах. Починаючи з 1935 року, італійці карбували талери Марії Терезії на монетному дворі в Римі для використання в ході окупації ними Ефіопії. Потім в ході Другої світової війни британці викарбували близько 18 мільйонів талерів Марії Терезії у Бомбеї для використання в кампанії з вигнання італійців з Ефіопії.
Талер Марії Терезії раніше також був валютою Маскату і Оману. Популярність монети досі зберігається у Північній Африці та на Середньому Сході у її первісному вигляді: срібна монета з портретом пишної імператриці на лицьовому боці та з двоголовим орлом Габсбургів на звороті.